# 台灣祭
台灣祭（為臺灣音樂祭，由島輝主辦。通常於每年四月在屏東舉辦，活動除歌手、樂團表演外，還有市集、互動遊戲等環節。

## 歷史
由於長年在屏東縣恆春鎮舉辦的獨立音樂祭「春宴」以及春天吶喊分別於2019、2020年停辦，故後由屏東縣政府接手舉辦台灣祭，在2021年首次舉行。